# Mitracephala
Mitracephala är ett släkte av skalbaggar. Mitracephala ingår i familjen Dynastidae.
Kladogram enligt Catalogue of Life:
| Mitracephala | \| \| Mitracephala humboldti \| \| \| \| \| \| Mitracephala lachaumei \| \| \| \| |
|              | \| \| Mitracephala humboldti \| \| \| \| \| \| Mitracephala lachaumei \| \| \| \| |
|              | Mitracephala humboldti                                                            |
|              |                                                                                   |
|              | Mitracephala lachaumei                                                            |
|              |                                                                                   |